# Kirche Rautenberg (Ostpreußen)
Die Kirche in Rautenberg (russisch Кирха Раутенберга Kircha Rautenberga) im einstigen Ostpreußen war ein Bauwerk aus der beginnenden zweiten Hälfte des 19. Jahrhunderts und im Rundbogenstil errichtet. Bis 1945 war sie evangelisches Gotteshaus für die Bewohner im Kirchspiel des heute Uslowoje genannten Ortes in der russischen Oblast Kaliningrad (Gebiet Königsberg (Preußen)).

## Geographische Lage
Das heutige Uslowoje liegt im Südwesten des Rajon Krasnosnamensk (Kreis Lasdehnen, 1938 bis 1946 Haselberg) an einer Nebenstraße (27K-186), die Lunino (Lengwethen, 1938 bis 1946 Hohensalzburg) an der russischen Fernstraße A 198 (einstige deutsche Reichsstraße 132) mit Wesnowo (Kussen) an der Regionalstraße R 508 verbindet. Eine Bahnanbindung besteht nicht.
Der Standort der Kirche ist nicht mehr auszumachen, seit die letzten Ruinenreste abgerissen und beseitigt wurden.

## Kirchengebäude
Im Jahre 1853 begann man in Rautenberg mit der Nutzung einer provisorischen Kirche, zu der ein Gebäude auf dem Gelände des Gutsbesitzers Liebe diente. Erst ab 1867 wurde ein eigenes Gotteshaus errichtet, das im Jahre 1876 eingeweiht werden konnte. Dieses entstand auf den Grundmauern eines Pferdestalls des Gutsbesitzers Hofer aus Groß Skaisgirren (1938 bis 1946: Großschirren, russisch: Dunaiskoje, jetzt: Sorokino).
Bei dem Bauwerk handelte es sich um ein schlichtes, rechteckiges Gebäude im Rundbogenstil mit verputztem Ziegelmauerwerk. Ein kleiner Giebelturm diente als Träger für eine Glocke.
Der Innenraum war flach gedeckt und hatte seitliche Emporen. Hier fanden 500 Menschen Platz. Die Kanzel und der Altar waren übereinander angeordnet und einfach ausgeführt. Das Geläut der Kirche bestand aus nur einer Glocke.
In den beiden Weltkriegen wurde die Kirche nur unwesentlich in Mitleidenschaft gezogen. Nach 1945 allerdings diente sie zweckentfremdet als Lagerhalle und verfiel immer mehr. 1998 standen von dem Gebäude noch Ruinenreste, die jedoch abgerissen und beseitigt wurden. Heute erinnert nichts mehr an die einstige Pfarrkirche in Rautenberg.

## Kirchengemeinde
Die Bevölkerung in der Gegend um Rautenberg war vor 1945 fast ausnahmslos evangelischer Konfession. Die erst späte Gründung einer Kirchengemeinde führte dazu, dass man 1853 ein zunächst provisorisches Kirchspiel gründete, das ab 1866 „Kirchspiel Friedrichswalde“ genannt wurde.
Dieses Kirchspiel entstand durch Umpfarrungen von Orten aus den bereits bestehenden Pfarreien der Kirchen Budwethen (1938 bis 1946: Altenkirch, heute russisch: Malomoschaiskoje), Kraupischken (1938 bis 1946: Breitenstein, russisch: Uljanowo) und Kussen (russisch: Wesnowo). Das nachmalige Kirchspiel Rautenberg gehörte zunächst zum Kirchenkreis Ragnit (russisch: Neman), danach bis 1945 zur Ragnit im Kirchenkreis Tilsit-Ragnit in der Kirchenprovinz Ostpreußen der Kirche der Altpreußischen Union. Im Jahre 1925 zählte das Kirchspiel bei einer Volkszählung insgesamt 4.000 Gemeindeglieder, die in nahezu 40 Orten, Ortschaften und Wohnplätzen lebten.
Infolge des Zweiten Weltkrieges mit Flucht und Vertreibung der einheimischen Bevölkerung sowie dem nachfolgenden Verbot aller kirchlichen Aktivitäten in der Sowjetunion erlosch die Kirchengemeinde Rautenberg. Erst in den 1990er Jahren bildeten sich in der seit 1991/92 zur Russland gehörenden Oblast Kaliningrad wieder evangelische Gemeinden. Die Uslowoje am nächsten liegende ist die in Sabrodino (Lesgewangminnen, 1938 bis 1946 Lesgewangen), die zur Propstei Kaliningrad (Königsberg) der Evangelisch-lutherischen Kirche Europäisches Russland (ELKER) gehört.

### Kirchspielorte
Zum Kirchspiel der Rautenberger Kirche gehörten 38 Dörfer, Ortschaften bzw. Wohnplätze, die sowohl im Kreis Ragnit (ab 1922: Landkreis Tilsit-Ragnit) als auch im Kreis Pillkallen (ab 1939: Landkreis Schloßberg [Ostpr.]) lagen:
| Name                            | Änderungsname von 1938 | Russischer Name nach 1945 |                   | Name                 | Änderungsname von 1938 | Russischer Name nach 1945 |
| ------------------------------- | ---------------------- | ------------------------- | ----------------- | -------------------- | ---------------------- | ------------------------- |
| Alt Moritzlauken                | Altmoritzfelde         | Kortschagino              |                   | Grünkrug             |                        | Bolochowo                 |
| Alt Stonupönen                  | Altstonen              |                           | Grünwalde         |                      |                        |                           |
| Alt Wingeruppen                 | Windungen              | Dunaiskoje                | Iwenberg          |                      |                        |                           |
| Alt Wischteggen                 | Altweiden              |                           | (Groß) Kamanten   |                      | Uslowoje               |                           |
| Antagminehlen                   | Kernwalde              |                           | Karalkehmen       | Karlen               | Kaschtanowka           |                           |
| Bärenfang (Anteil Rautenberg)   | Kurganskoje            |                           | Karohnen          |                      | Korobowo               |                           |
| Baltruschatschen                | Balzerhöfen            | Jakowlewo                 | Klein Jodupönen   | Kleinsorge           | Sumarokowo             |                           |
| Barachelen                      | Brachfeld              | Uslowoje                  | Klein Meschkuppen | Bärenbach            | Kuprino                |                           |
| Birkenfelde [Kr. Pillkallen]    | ab 1928: Birkenhof     | Kustarnikowo              | Klein Skaisgirren | Lichtenrode          |                        |                           |
| Birkenfelde [Kr. Tilsit-Ragnit] |                        | Stolbowoje                | Kuttkuhnen        | Kuttenhof            |                        |                           |
| Blumenthal                      |                        | Lugowoje                  | Laugallen         | Kleehausen           | Mostowoje              |                           |
| Brödlauken                      | Bröden                 | Melnitschnoje             | Lindenthal        |                      |                        |                           |
| Czuppen                         | Schuppen               | Dunaiskoje                | Neu Moritzlauken  | Moritzfelde          |                        |                           |
|                                 |                        |                           | Neu Stonupönen    | Hagenrode            |                        |                           |
| Dro(s)zwalde                    |                        | Darwino                   | Neuweide          |                      | Djatlowo               |                           |
| Friedrichswalde                 |                        |                           | Neu Wingeruppen   | ab 1928: zu Neuweide |                        |                           |
| Girrehlischken A                | (zu) Drozwalde         | Krasnoselskoje            | Neu Wischteggen   | Henndorf             | Priwolnoje             |                           |
| Girrehlischken B                | Ebenwalde              |                           | Orupönen          | Grünrode             | Sinjawino              |                           |
| Groß Baltruschehlen             | ab 1935: Grüneichen    |                           | Rautenberg        |                      | Uslowoje               |                           |
| Groß Jodupönen                  | Schwarzfelde           |                           | Trakeningken      | Ritterswalde         |                        |                           |
| Groß Skaisgirren                | Großschirren           | Sorokino                  | Uszgirren         | ab 1930: Waldenau    |                        |                           |
| Grünfelde                       |                        |                           | Welnabalis        | ab 1927: Jägerfeld   |                        |                           |

### Pfarrer
Zwischen 1853 und 1945 amtierten in der Pfarrei Friedrichswalde bzw. Rautenberg neun evangelische Geistliche:
- Adolf Leonhard Hermann Karck, 1853–1866
- Otto Friedrich Hermann Krauss, 1866
- Albert Hammer, 1866–1881
- Martin Anton Friedrich Brausch, 1886–1896
- Moritz Arthur Scheduikat, 1896–1909
- Ernst Edwin Freutel, 1909–1914
- Rudolf Erich Sack, 1913–1914
- Hermann Rudolf Rumpel, 1914–1935
- Walter Noetzel, 1936–1945.